# Mont Lozère
De Mont Lozère, ook wel Mont Chauve (kale berg) of Mont Losera (Occitaans) genoemd, vormt met zijn 1699 meter de hoogste berg van de Cevennen, die deel uitmaken van het Franse Centraal Massief. De berg ligt in het Nationaal Park Cévennes en in het departement Lozère, waaraan het zijn naam gaf. De hoogste top van de berg draagt de naam Sommet de Finiels (ook wel Signal de Finiels of Pic de Finiels), genoemd naar het gehucht Finiels op de zuidflank van de berg. Even ten westen van de Sommet de Finniels ligt het Signal des Laubies (1657 m). Aan de oostzijde van de berg ligt de Pic Cassini, een andere top.

## Geologie
De berg bestaat voornamelijk uit plutonisch graniet.
Hij is bereikbaar via de D901, de D906 en de N106. De D20 voert over de berg heen, over de Col de Finiels.
Dichtstbijzijnde plaatsen zijn Le Bleymard en Le Pont-de-Montvert waar het "écomusée du Mont Lozère" is gevestigd.
Het is een wandelgebied met veel heide en enkele steenmassa's. Aan de oostzijde van de berg, ten noorden van Mas Camargue, bevinden zich de bronnen van de Tarn op 1550 meter hoogte.

## Geschiedenis
Van oudsher vindt er een transhumance van vee plaats vanop de Mont Lozère.
Tijdens de Honderdjarige Oorlog vonden roversbenden (routiers) een onderkomen op de Mont Lozère.

## Wielersport
De Mont Lozère wordt regelmatig opgenomen in wielerwedstrijden. De berg doet vaak dienst als finishplaats in de koninginnenrit van de Tour de l'Ardèche, een etappekoers voor vrouwen. In 2017 won de Nederlandse Pauliena Rooijakkers op de Mont Lozère en in 2019 won Marianne Vos.